# 탑클라우드
탑클라우드(영어: Top Cloud)는 신라호텔의 자회사였고, 서울향료 직영의 대한민국의 세미뷔페와 코스요리를 운영하는 고급 레스토랑 브랜드이다. 'Top Cloud' 뒤에 있는 숫자는 층을 의미한다. 총 4곳의 레스토랑을 운영 하였으나 현재(2022년 6월) 공덕역 S-Oil 본사 건물 23층에 탑클라우드23만 운영 중이다.

## 탑클라우드 33 (폐업)
서울특별시 종로구 종로2가 종로타워의 33층에 위치하여 종로의 명물로 알려져 있었으나, 2000년 호텔신라에서 퓨전컨셉의 직영레스토랑으로 오픈하여 세미뷔페, 다이닝, 심야바 컨셉으로 운영하였다. 2013년 동아원그룹에 매각, 2015년 11월 소유주인 동아원그룹이 서울향료에 레스토랑을 매각한 후, 2018년 5월 13일에 건물임대차 계약 만료로 인해 S-OIL 본사의 탑클라우드 23으로 이전하면서 영업을 종료하였다. 현재는 2018년 9월부터 공유사무실로 사용되고 있다.

## 탑클라우드 23
서울특별시 마포구 공덕동 S-OIL 본사의 23층에 위치하고 있으며 2011년 11월 1일에 오픈하였다.

## 탑클라우드 52 (폐업)
서울특별시 강남구 삼성동 트레이드 타워의 52층에 위ㅇㅈ치하고 있으며 2016년 5월 25일에 신규 오픈하였다.
서울향료에서 오픈 하였으며 뷔페와 그릴로 나눈 레스토랑으로 52층이라는 층수로 이름을
탑클라우드52 팬트하우스 라고 명칭 하였다.

## 탑클라우드 오파이브(o-five) (폐업)
서울특별시 종로구 인사동 나인트리호텔 5층에 위치하고 있으며 2019년 11월 15일에 신규 오픈하였다.
나일트리호텔의 식음부를 담당하였으며 코로나라는 팬데믹현상에 의하여 관광산업 위축으로 폐업하였다.